# Altepexi
Altepexi est une ville de l'État de Puebla au Mexique.

## Économie
La population active de la ville est de 45,1 %.
| Secteur primaire | Secteur secondaire | Secteur tertiaire |
| ---------------- | ------------------ | ----------------- |
| 50,0 %           | 26,1 %             | 23,3 %            |